# Trust Us
Trust Us è il settimo album della band norvegese Motorpsycho ed il secondo doppio album.
Le tracce Ozone e Hey, Jane uscirono anche come Ep. Nel 1999 la canzone Vortex Surfer fu incoronata dalla stazione radio NRK P3 come "canzone del millennio" e fu mandata in onda per 24 ore consecutive il 31 dicembre dello stesso anno.
La copertina, come sempre, fu creata da Kim Hiorthøy, che diresse anche i promo video per i due Ep.

## Tracce
Disco 1:
1. Psychonaut – 6:58 (Sæther)
2. Ozone – 4:33 (Sæther)
3. The Ocean In Her Eye – 9:15 (Ryan/Sæther/Sten)
4. Vortex Surfer – 8:59 (Ryan/Sæther)
5. Syddhardtino – 1:37 (Seim)
6. 577 – 7:48 (Sæther)

Disco 2:
1. Evernine – 5:07 (Ryan/Sæther)
2. Mantrick Muffin Stomp – 3:50 (Ryan/Sæther)
3. Radiance Frequency – 10:21 (Sæther)
4. Taifun – 7:09 (Gebhardt/Ryan/Sæther)
5. Superstooge – 6:48 (Gebhardt/Ryan/Sæther)
6. Coventry Boy – 2:32 (Ryan)
7. Hey, Jane – 5:14 (Sæther)
8. Dolphin – 1:25 (Ryan/Sæther/Seim)

## Formazione
- Bent Sæther: voce, basso, chitarre, piano, percussioni, harmonium, marimba, vibrafono, Trident, Mellotron, sitar, Taurus, batteria
- Hans Magnus Ryan: chitarre, voce, mandolino, harmonium, piano Rhodes, Taurus, Mellotron, piano, campane
- Håkon Gebhardt: batteria, chitarra acustica, glockenspiel, Mellotron, harmonium, percussioni

con:
- Helge Sten (Deathprod): loops, Theremin, Echomachines
- Ole Henrik Moe (Ohm): saw, violino, glass
- Trygve Seim: reindeer antler, flauti, sax, clarophone
- Tone Reichelt: corno francese in Taifun
- Kai O. Andersen: contrabbasso in Ozone
- Jarle Vespestad: colpi in Evernine